# Arhythmorhynchus capellae
Arhythmorhynchus capellae är en hakmaskart som först beskrevs av Yamaguti 1935.  Arhythmorhynchus capellae ingår i släktet Arhythmorhynchus och familjen Polymorphidae. Inga underarter finns listade i Catalogue of Life.